# Азартні ігри в Швейцарії
Азартні ігри в Швейцарії є легальними з 1993 року, онлайн-казино є формально забороненими, але більшість гральних сайтів на території країни не заблоковано. Наглядом за дотриманням законодавства та вирішенням суперечок в сфері азартних ігор займається Швейцарський орган нагляду за азартними іграми.

## Історія
Будь-які азартні ігри в Швейцарії було заборонено 1921 року. Заборона діяла до 1993-го, коли азартні ігри було частково дозволено в казино з обмеженням на ставки. За кілька років до Федерального закону про азартні ігри та казино було внесено зміни, що дозволили в азартні ігри без обмежень.
Кожен п'ятий швейцарець є затятим гравцем, більше половини населення регулярно грає в лотереї. В країні діють 19 казино у 26 кантонах, а також 11 трас для перегонів.
Формально національна лотерея все ще є незаконною згідно із законом 1921 року, але кантони мають право на власні лотереї. Лотереями в Швейцарії займаються Société de la Loterie de la Suisse Romande, що управляє Loterie Romande, і Swisslos, який управляє Sport-Toto. Обидві організації приєднались до Euromillions 2004 року, і з того часу також пропонують ставки на спорт.
Формально, азартні ігри в інтернеті та онлайн-казино є незаконними у Швейцарії, уряд планує переглянути цю заборону. Тим часом, місцеві гравці користуються іноземними сайтами, які не блокуються. При цьому, нерегульовані казино включено до чорного списку, сайти з якого блокуються у Швейцарії. Станом на грудень 2020, у списку 142 сайти включно із такими операторами, як bet365 і французькою Betclic.

## Регулятор
Наглядом за казино займається «Федеральне агентство з азартних ігор» (нім. Eidgenössische Spielbankenkommission або ESBK). У 2013—2020 ним керував Герман Бюрджі, з 1 січня 2021 агентством керує Фабіо Абате.

## Нелегальні казино
2019 року в Швейцарії було створено список заблокованих онлайн-казино, що не мають права працювати в країні через порушення або відсутність ліцензій. До кінця 2020 року в ньому були 180 доменів. За наповненням списку слідкують швейцарські регулятори Eidgenössische Spielbankenkommission (Федеральна комісія з казино або ESBK) та Міжкантональна комісія з лотерей та казино (Comlot).